# Municipio de Holland (Dakota del Sur)
El municipio de Holland (en inglés: Holland Township) es un municipio ubicado en el condado de Douglas en el estado estadounidense de Dakota del Sur. En el año 2010 tenía una población de 156 habitantes y una densidad poblacional de 2,06 personas por km².

## Geografía
El municipio de Holland se encuentra ubicado en las coordenadas 43°27′55″N 98°32′26″O / 43.46528, -98.54056. Según la Oficina del Censo de los Estados Unidos, el municipio tiene una superficie total de 75.9 km², de la cual 75,79 km² corresponden a tierra firme y (0,15 %) 0,11 km² es agua.

## Demografía
Según el censo de 2010, había 156 personas residiendo en el municipio de Holland. La densidad de población era de 2,06 hab./km². De los 156 habitantes, el municipio de Holland estaba compuesto por el 97,44 % blancos, el 1,92 % eran amerindios y el 0,64 % eran de una mezcla de razas. Del total de la población el 0 % eran hispanos o latinos de cualquier raza.